# Al-Ghawasa
Al-Ghawasa (arab. الغوصة) – miejscowość w Egipcie, w muhafazie Kina. W 2006 roku liczyła 8787 mieszkańców.